# Марійський Сарамак
Марі́йський Сарама́к (Марі-Сарамак, рос. Марийский Сарамак, удм. Мари-Сарамак) — присілок в Кізнерському районі Удмуртії, Росія.
Населення становить 110 осіб (2010, 164 у 2002).
Національний склад (2002):
- марійці — 76 %

Урбаноніми:
- вулиці — Верхня, Лісова, Нова, Центральна